# Psydrax saligna
Psydrax saligna är en måreväxtart som beskrevs av Sally T. Reynolds och Rodney John Francis Henderson. Psydrax saligna ingår i släktet Psydrax och familjen måreväxter.

## Underarter
Arten delas in i följande underarter:
- P. s. filiformis
- P. s. saligna